# Sparlösa landskommun
Sparlösa landskommun var en tidigare kommun i dåvarande Skaraborgs län.

## Administrativ historik
Kommunen inrättades i Sparlösa socken i Viste härad i Västergötland när 1862 års kommunalförordningar trädde i kraft. 
Vid kommunreformen 1952 uppgick landskommunen i Levene landskommun som 1967 uppgick i Vara köping som 1971 ombildades till Vara kommun.

## Politik

### Mandatfördelning i Sparlösa landskommun 1938-1946
| 7 | 5 | 1 | 7 |

| 20 |

| 14 | 5 | 1 |

| 20 |

| 12 | 6 | 2 |

| 19 |